# 楢木 (弘前市)
楢木（ならのき）は、青森県弘前市の地名。郵便番号は036-1206。

## 地理
- 当地を青森県道133号鬼沢種市線が横断する。西から北にかけて鬼沢、北東は種市、東は青女子、東南は糠坪、南は高杉に接する。
- また、江戸期には「楢野木」とも表記された。

### 小字
小字として島原・富岡・牧野・用田がある。

## 沿革
- 1879年（明治12年） - 人口399、戸数60、馬44で、物産は米・大豆・粟・蕎麦・麻・ナスであった（共武政表）。
- 1889年（明治22年） - 裾野村の大字。
- 1891年（明治24年） - 当時の記録では人口410、戸数57、厩48であった。
- 1955年（昭和30年） - 弘前市に所属、弘前市の大字になる。

## 世帯数と人口
2017年（平成29年）6月1日現在の世帯数と人口は以下の通りである。
| 大字             | 世帯数  | 人口  |
| ---------------- | ------- | ----- |
| 楢木（小字全域） | 208世帯 | 535人 |

## 施設

### 教育
- こひつじ保育園

### 商業
- 八木橋りんご加工楢木店

### 消防
- 弘前市消防団裾野地区第一分団消防屯所

### 公共
- 楢木集会所
- 泉田町民会館

### その他
- 新和鬼楢地区処理施設
- 鬼沢楢木土地改良区事務所

## 小・中学校の学区
市立小・中学校に通う場合、学区は以下の通りとなる。
| 大字 | 番地 | 小学校             | 中学校             |
| ---- | ---- | ------------------ | ------------------ |
| 楢木 | 全域 | 弘前市立自得小学校 | 弘前市立北辰中学校 |

## 交通
- 弘南バス

楢の木十文字、楢の木（弘前バスターミナル - 糠坪・楢の木経由 - 堂ヶ沢・十腰内線）停留所。